# Miguel Ángel Soto Arenas
Miguel Ángel Soto Arenas (* 12. Juli 1963 in Torreón; † 27. August 2009 ebenda) war ein mexikanischer Botaniker.
Sein botanisches Autorenkürzel lautet „Soto Arenas“.

## Leben
Miguel Ángel Soto Arenas wurde am 12. Juli 1963 in Torreón, im nördlichen Mexiko, geboren. Dort besuchte er Grund- und Weiterführende Schule, für den Highschool-Abschluss wechselte er an die Universidad Autónoma del Noreste in Saltillo.
Von 1982 bis 1987 studierte er Biologe an der Universidad Nacional Autónoma de México in Mexiko-Stadt. Schon während seines Master-Studiengangs war er als Dozent beschäftigt, was sich später fortsetzte. Seine Studien konzentrierte er auf die Orchideen Mexikos und Mittelamerikas, und insbesondere auf Fragestellungen zu Ökologie und Artenschutz dieser Pflanzen. Ab 1994 begann er seine Doktorarbeit zur Evolution der Gattung Vanille.
Soto Arenas reiste viel und galt als einer der besten Kenner der mexikanischen Orchideen. Er sammelte mehr als 11.000 Herbarbelege, darunter etwa 150 Typusexemplare neu beschriebener Arten. Er selbst publizierte gut 160 neue Arten, Unterarten oder taxonomische Neukombinationen. Beim Aufbau der von Eric Hágsater initiierten Sammlung der Asociación Mexicana de Orquideología, sowohl Herbar als auch Lebendsammlung, war Soto Arenas entscheidend tätig. Für die IUCN arbeitete er in der „Orchid Specialist Group“ an Problemen des Artenschutzes bei Orchideen.
In der Nacht vom 27. auf den 28. August 2009 wurde Miguel Ángel Soto Arenas in seinem Haus in Torreón ermordet.

## Schriften
Seine ersten Publikationen veröffentlichte Soto Arenas noch während seines Studiums. Eine erste Abschlussarbeit, eine Feldstudie zu den Orchideen Bonampaks, wurde durch den Ausbruch des Vulkans El Chichón abgebrochen. Im zweiten Anlauf schrieb er seine Abschlussarbeit, gemeinsam mit Gerardo Salazar, über die Gattung Lepanthes. Beide Arbeiten wurden veröffentlicht:
- M. A. Soto Arenas (1986): Orquídeas de Bonampak, Chiapas. In: Orquídea (Méx.) Bd. 10, Nr. 1, S. 113–132. (online, pdf 76 MB)
- G. A. Salazar Chávez, M. A. Soto Arenas (1996): El género Lepanthes en México. Asociación Mexicana de Orquideología, A.C. México D.F. 231 S. (online, pdf 80 MB)

In der Folge erschienen zahlreiche Publikationen über Orchideen, mit einem Schwerpunkt auf den Laeliinae und der Gattung Vanille. Zusammen mit Federico Halbinger schrieb er 1997 ein Buch über die Gattung Laelia. An der Serie „Genera Orchidacearum“ war er 2003 mit Beiträgen zu Vanilla und 2005 zu den Subtriben Laeliinae, Ponerinae und Chysinae beteiligt. Ebenfalls 2005 erschien das populäre Buch „Las Orquídeas de México“, daneben erschienen mehrere Bände des wissenschaftlich ausgerichteten „Orquídeas de México“ in der Serie „Icones Orchidacearum“:
- F. Halbinger, M. A. Soto Arenas: (1997): Laelias of Mexico. Herbario AMO. México D.F. 160 S. (online, pdf 45 MB)
- M. A. Soto Arenas (2003): Vanilla. S. 321–334. In: A. M. Pridgeon, P. J. Cribb, M. W. Chase, F. N. Rasmussen (Hrsg.): Genera Orchidacearum. Bd. 3. Oxford University Press, Oxford.
- E. Hágsater, M. A. Soto Arenas (2005): Epidendrum. S. 236–251. In: A. M. Pridgeon, P. J. Cribb, M. W. Chase, F. N. Rasmussen (Hrsg.): Genera Orchidacearum. Bd. 4. Oxford University Press, Oxford.

Ein letzter Studienschwerpunkt war die Gattung Vanille. Zwei wichtige Arbeiten konnten noch postum erscheinen, einmal zu den Vanille-Arten Mittelamerikas, geschrieben zusammen mit Robert L. Dressler, und eine Revision der gesamten Gattung, gemeinsam mit Phillip Cribb:
- M. A. Soto Arenas, Robert L. Dressler (2010): A revision of the Mexican and Central American species of Vanilla Plumier ex Miller with a characterization of their ITS region of the nuclear ribosomal DNA. In: Lankesteriana. Bd. 9, Nr. 3, S. 285–354. (online, pdf)
- M. A. Soto Arenas, Phillip Cribb (2010): A new infrageneric classification and synopsis of the genus Vanilla Plum. ex Mill. (Orchidaceae: Vanillinae). In: Lankesteriana. Bd. 9, Nr. 3, S. 355–398. (online, pdf)

## Belege
- Eduardo A. Pérez García, Eric Hágsater (2010): Miguel Ángel Soto Arenas (1963-2009). In: Acta Botanica Mexicana. 90: 1-6. online, pdf
- Eric Hágsater (2010): In Memoriam: Miguel Ángel Soto Arenas (1963-2009). In: Lankesteriana. 9(3): 273–275.online, pdf
- Miguel Ángel Soto Arenas: Publications and main Conferences, 1983-2009. In: Lankesteriana. 9(3): 276–280.online, pdf